# Контарини-Пелицари-Цанини (Виченца)
Контарини-Пелицари-Цанини је насеље у Италији у округу Виченца, региону Венето.
Према процени из 2011. у насељу је живело 157 становника. Насеље се налази на надморској висини од 139 м.